# سفارة كولومبيا في النرويج
سفارة كولومبيا في النرويج هي أرفع تمثيل دبلوماسي لدولة كولومبيا لدى النرويج. تقع السفارة في وهي تهدف لتعزيز المصالح الكولومبية في النرويج.

## وصلات خارجية
- قائمة سفارات كولومبيا
- قائمة السفارات في النرويج